# Махит, Джо
Джо Махит (англ. Joe Mahit; род. 17 июля 1992, Порт-Вила) — вануатский дзюдоист, представитель полулёгкой весовой категории. Выступает за сборную Вануату по дзюдо начиная с 2012 года, участник летних Олимпийских игр в Рио-де-Жанейро, Игр Содружества в Глазго и двух чемпионатов мира.

## Биография
Джо Махит родился 17 июля 1992 года в городе Порт-Вила, Вануату. Проходил подготовку в местном одноимённом дзюдоистском клубе «Порт-Вила».
Дебютировал на международной арене в сезоне 2012 года, приняв участие в чемпионате Океании.
В 2013 году вошёл в основной состав национальной сборной Вануату и выступил на чемпионате мира в Рио-де-Жанейро, где в первом же поединке полулёгкой весовой категории был побеждён армянином Арменом Назаряном.
В 2014 году занял пятое место на чемпионате Океании в Окленде и побывал на Играх Содружества в Глазго, где дошёл в полулёгком весе до стадии 1/8 финала.
Благодаря череде удачных выступлений удостоился права защищать честь страны на летних Олимпийских играх 2016 года в Рио-де-Жанейро — попал на Игры, получив континентальную квоту. Тем не менее, провёл здесь только один поединок, проиграв представителю Арубы Яйме Мата.
После Олимпиады Махит остался в основном составе дзюдоистской команды Вануату и продолжил принимать участие в крупнейших международных турнирах. Так, в 2017 году он занял пятое место на чемпионате Океании в Тонга, боролся на мировом первенстве в Будапеште, где уже в стартовом поединке был остановлен американцем Райаном Варгасом.